# Beram Kayal
Beram Kayal (på hebraisk: בירם כיאל) (født 2. maj 1988 i Jadeidi, Israel) er en israelsk fodboldspiller, der spiller som midtbanespiller hos den engelske Premier League-klub Brighton & Hove Albion. Han har spillet for klubben siden juli 2015. Tidligere har han spillet for Maccabi Haifa i sit hjemland, der var hans første klub som seniorspiller. Han har også spillet for Celtic F.C. i den skotske Premier League
Kayal var med Maccabi Haifa med til at vinde det israelske mesterskab i både 2006 og 2009, ligesom det i 2008 blev til triumf i landets pokalturnering. 

## Landshold
Kayal står (pr. 31. august 2013) noteret for 23 kampe og én scoring for Israels landshold, som han debuterede for i 2008.

## Titler
Israelske Mesterskab
- 2006 og 2009 med Maccabi Haifa

Israelske Pokalturnering
- 2008 med Maccabi Haifa